# フリードリヒ・ブルダッハ

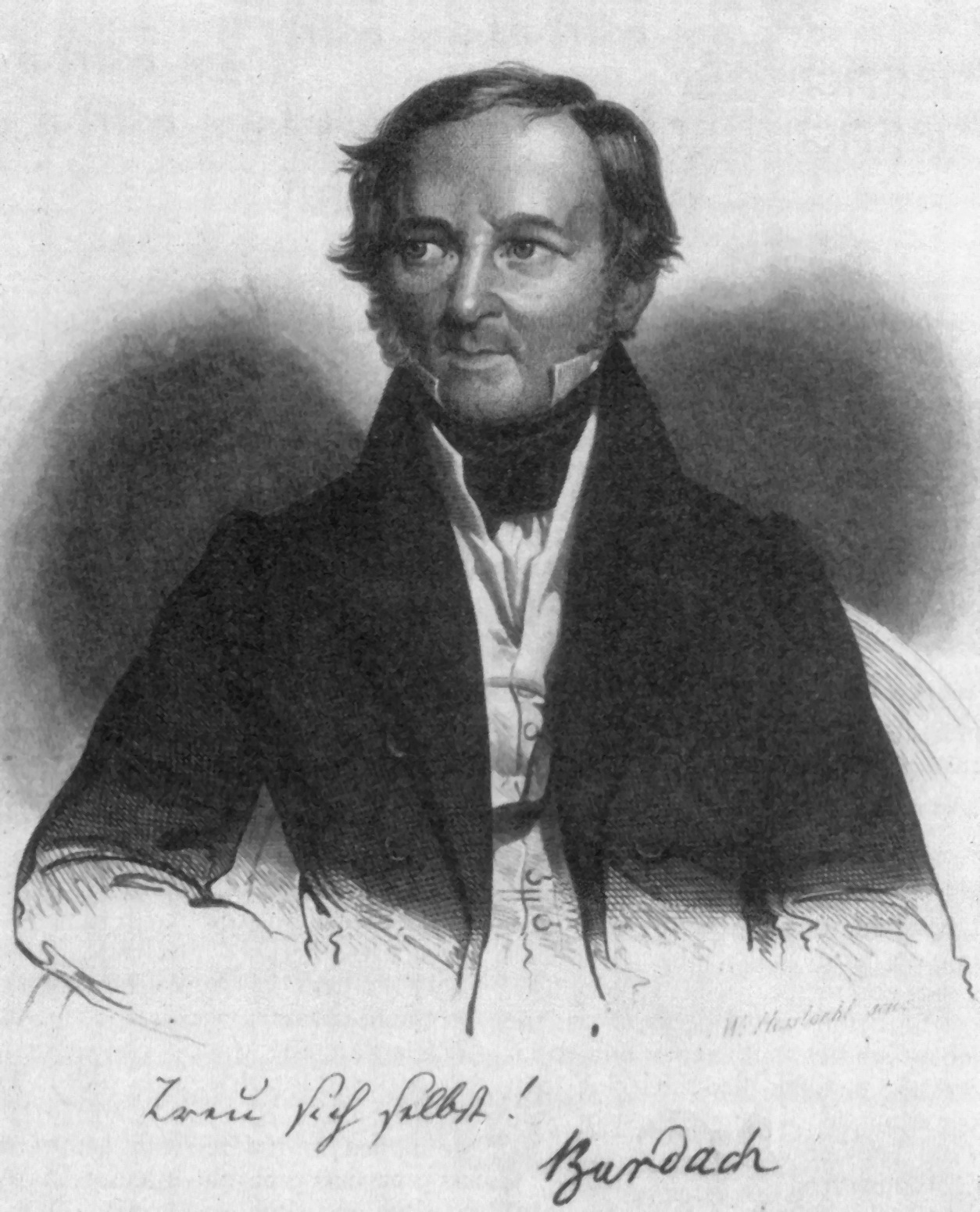
フリードリヒ・ブルダッハ

カール・フリードリヒ・ブルダッハ（Karl Friedrich Burdach、1776年6月12日 - 1847年7月16日）はドイツの解剖学者、生理学者。"Biologie"（英:Biology,「生物学」）という言葉を造語した人物とされる。

## 略歴
ライプツィヒで医師の息子として生まれた。1793年から1798年までライプツィヒ大学で医学を学んだ後、一年間、ウィーン大学の衛生学者、ヨハン・ペーター・フランクのもとで学んだ。1799年から医師、著述家として働いた後、1807年からライプツィヒ大学教授となり、1811年に当時ロシア帝国の領地にあったドイツ語を使って教育が行われたドルパト大学の解剖学、生理学、法医学の教授となった。ドルパト大学で教えた学生には、発生学に功績を挙げたカール・エルンスト・フォン・ベーアやクリスティアン・パンダーがいる。
1814年にケーニヒスベルク大学に移り、1817年に王立解剖学研究所（Königliche Anatomische Anstalt）を設立し、カール・エルンスト・フォン・ベーアが助手を務めた。神経経路のブルダッハ束の記載などで知られる。
ドイツ観念論の哲学者、フリードリヒ・シェリングの自然哲学の影響の大きい時代の科学者であるが、自然哲学と経験主義の中道的立場に立った学者である 。主著の『経験科学としての生理学』（"Die Physiologie als Erfahrungswissenschaft"）は6巻、3500ページの大著で、フォン・ベーア、 パンダー、マルティン・ラトケ、ヨハネス・ペーター・ミュラー、ルドルフ・ヴァーグナーとの共著で、彼の時代の生理学のすべての知識がまとめられた。
1818年にロシア科学アカデミーの会員に選ばれた。

## 著作
- Diatetik für Gesunde (1805)
- Enzyklopädie der Heilwissenschaft (three volumes, 1810–12)
- Vom Bau und Leben des Gehirns und Rückenmarks (three volumes, 1819–25)
- Neues Recepttaschenbuch für angehende Ärzte . 2., unveränd. Ausg. (1820) Digital edition by the University and State Library Düsseldorf
- Die Physiologie als Erfahrungswissenschaft (1826–40)